# 135978 Agüeros
(135978) Agüeros, denumire internațională (135978) Agueros, este un asteroid din centura principală de asteroizi.

## Descriere
135978 Agüeros este un asteroid din centura principală de asteroizi. A fost descoperit pe 4 octombrie 2002 la Apache Point Observatory în cadrul programului Sloan Digital Sky Survey. Asteroidul prezintă o orbită caracterizată de o semiaxă mare de 2,74 ua, o excentricitate de 0,16 și o înclinație de 7,9° în raport cu ecliptica.